# Curtara exesa
Curtara exesa är en insektsart som beskrevs av Delong 1977. Curtara exesa ingår i släktet Curtara och familjen dvärgstritar. Inga underarter finns listade i Catalogue of Life.